# Porocephalida
Porocephalida is een orde van kreeftachtigen uit de klasse van de Ichthyostraca.

## Superfamilies
- Linguatuloidea Haldeman, 1851
- Porocephaloidea Sambon, 1922